# Centillón
Un centillón, en la escala numérica larga usada tradicionalmente en español, equivale en notación científica a 10600.
| {\displaystyle un\;centill{\acute {o}}n=10^{600}=\scriptstyle \ 1e+600\,} {\displaystyle un\;centill{\acute {o}}n=(1\,000\,000)^{100}} |

Esta palabra no es de uso corriente y no aparece en el Diccionario de la Real Academia ni en el Diccionario de uso del español de María Moliner.